# Troupes de marine

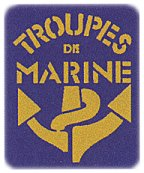
Insígnia das Troupes de marine.

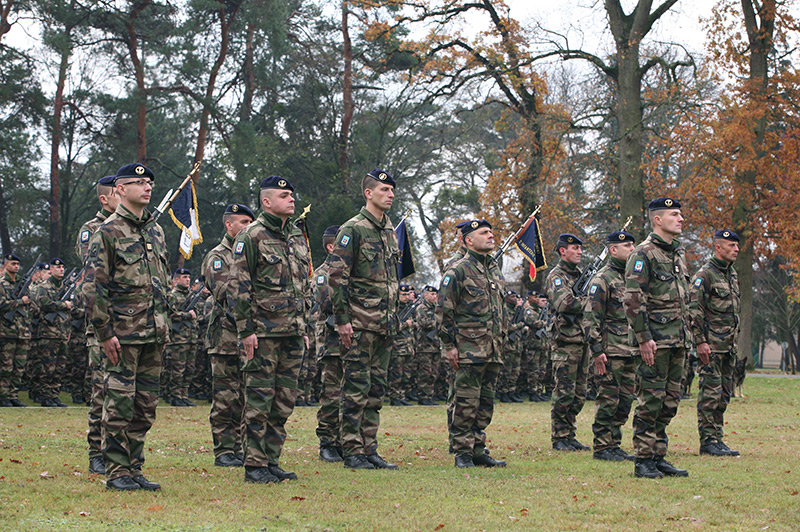
Soldados do 2º Regimento de Fuzileiros navais franceses.

As troupes de marine (em português: tropas da marinha; marines franceses) são um ramo do Exército Francês com património naval. Os marines franceses se dedicam ao serviço no exterior. Apesar de seu título, eles fazem parte do exército desde 1958.
Soldados dos marines franceses são susceptíveis a gastar muito mais com seu serviço exterior (particularmente na África) do que os outros soldados franceses. Os Marines incluem infantaria (incluindo unidades de tanques de luz e unidades aéreas) e artilharia. Os marines foram fundados em 1622 (titulados oficialmente de ordinaires de la mer) como forças terrestres sob o controle da marinha, notavelmente para operações na parte francesa do Canadá. Os marines foram transferidas para o exército em 1900 e tornaram-se parte das troupes coloniales (tropas coloniais).